# Rodion Łuka
Rodion Łuka (ukr. Родіон Михайлович Лука, ur. 29 października 1972 w Wyszogrodzie) – ukraiński żeglarz sportowy, srebrny medalista olimpijski z Aten.
Brał udział w czterech igrzyskach (IO 96, IO 00, IO 04, IO 08). W 2004 zajął drugie miejsce w klasie 49er (w 1996 startował w igrzyskach w Laserze). Płynął z Heorhijem Łeonczuken. W 2005 był mistrzem świata, w 2001, 2003 i 2008 zdobywał brąz tej imprezy. W 2000 był brązowym medalistą mistrzostw Europy.